# Modok Mária
Modok Mária (Czóbel Béláné) (Ráckeve, 1896. szeptember 27. – Budapest, 1971. március 20.) magyar festőművész.

## Életpályája
Szülei: Modok István és Matyók Mária voltak. A Magyar Képzőművészeti Főiskolán (1919–1923) és a Nagybányai Szabadiskolában (1923-?) Réti István tanítványa volt. Az 1920-as évek első felében indult művészi karrierje. 1930-ban lett tagja a Képzőművészek Új Társaságának, és ettől az évtől volt kiállító művész. Az 1930-as években több alkalommal utazott el Párizsba, ahol magániskolákban tanult. Ekkor Szentendrén tájképeket és nagyméretű városképeket alkotott. 1937–1939 között Párizsban élt. 1947-től – közel 20 évig – a teleket férjével Párizsban töltötte.

## Magánélete
1940-ben házasságot kötött Czóbel Béla (1883–1976) festőművésszel Szentendrén.
Sírjuk a Farkasréti temetőben található.

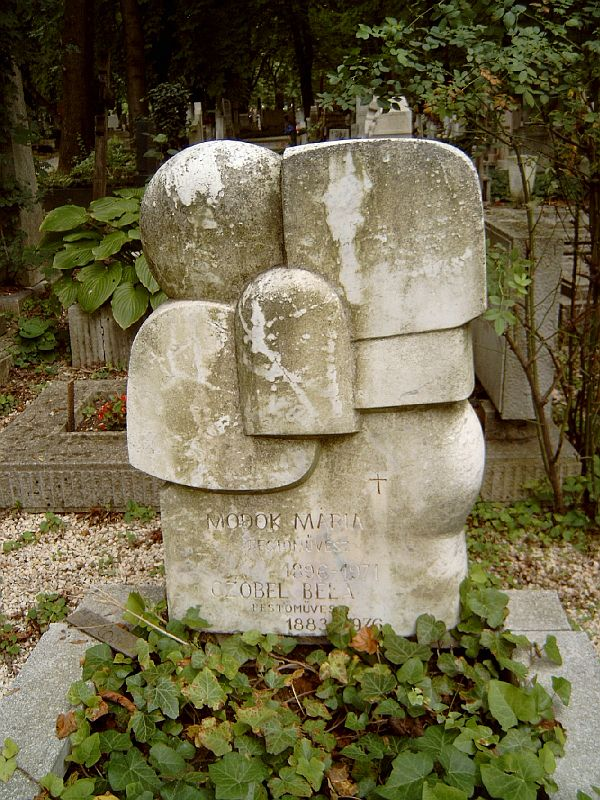
Czóbel Béla és Modok Mária sírja a Farkasréti temetőben: Farkasréti temető: 1/4-1-39/40. Alkotó: Farkas Aladár.

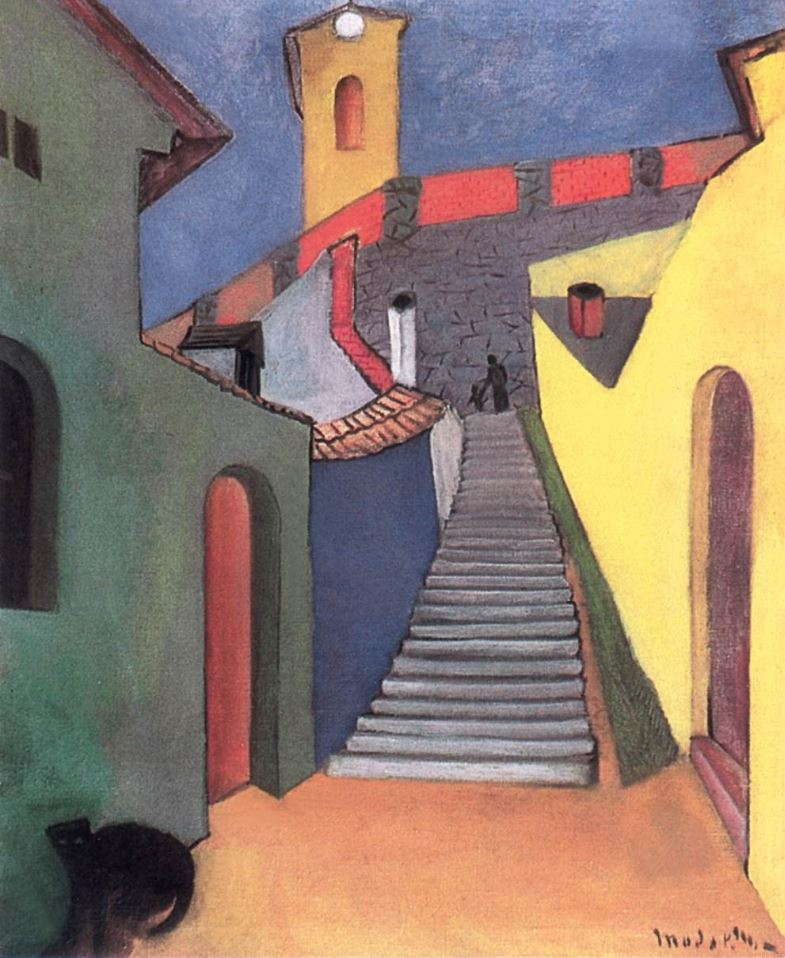

## Művei
- Látkép a Szamárheggyel (1930)
- Szentendrei lépcső (1932)
- Család (1937)
- Szentendrei tetők és falak (1940)
- Fekete rózsák (1958)
- Képkonstrukció
- Fekete blúzos nő
- A Szajnapart híddal
- Kígyó utca Szentendrén

## Kiállításai

### Egyéni
- 1947 Budapest
- 1958, 1974 Esztergom
- 1972, 1983 Szentendre

### Válogatott, csoportos
- 1954 Szentendre (Czóbel Béla, Ilosvai Varga István, Szántó Piroska mellett)